# Devaganahalli, Gauribidanur
Devaganahalli là một làng thuộc tehsil Gauribidanur, huyện Kolar, bang Karnataka, Ấn Độ.